# Arachniopsis tenuifolia
Arachniopsis tenuifolia là một loài Rêu trong họ Lepidoziaceae. Loài này được R.M. Schust. mô tả khoa học đầu tiên năm 2000.